# Étoile variable ellipsoïdale

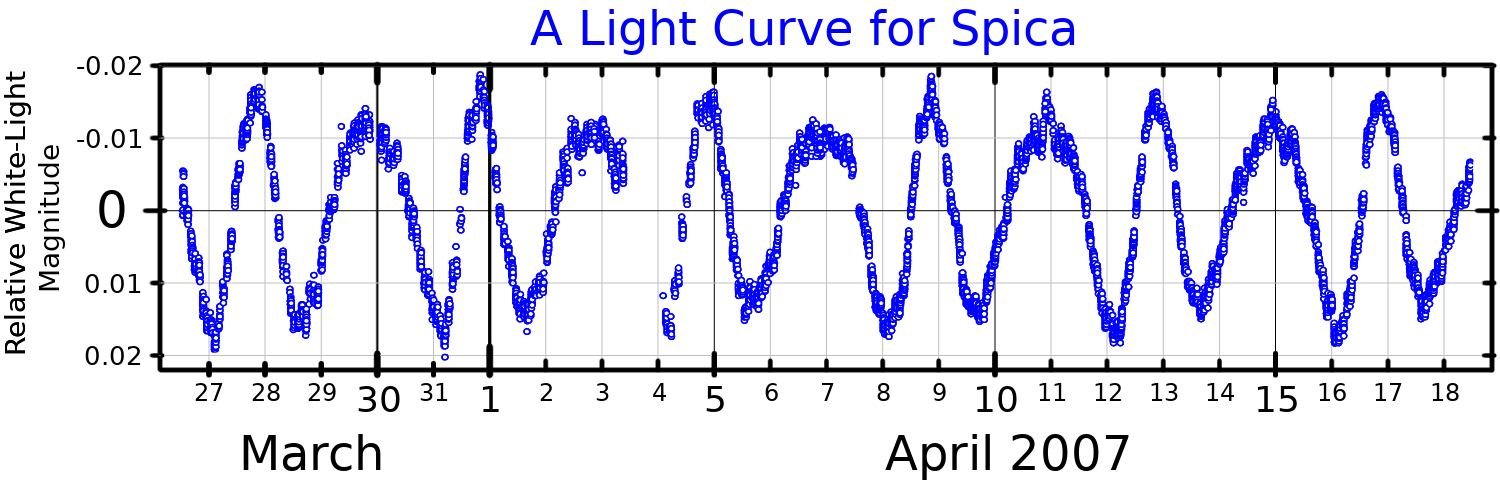
Une courbe de lumière pour Spica (α Virginis), adaptée de Tkachenko et al. (2016)

En astronomie, une (étoile) variable ellipsoïdale est un type d'étoile variable. Ce sont des systèmes binaires serrés dont les composantes sont de forme ellipsoïdale. Elles ne sont pas éclipsantes, mais des fluctuations de magnitude apparente se produisent à cause des variations de la surface émettrice de lumière visible par l'observateur. Les variations de luminosité ne dépassent pas habituellement 0,1 magnitude.
La variable ellipsoïdale la plus brillante est Spica (α Virginis).